# Boisgasson
Boisgasson era un comune francese di 116 abitanti situato nel dipartimento dell'Eure-et-Loir nella regione del Centro-Valle della Loira. Il 1° gennaio 2017 è divenuto comune delegato del nuovo comune di Vald'Yerre. 

## Società

### Evoluzione demografica
Abitanti censiti